# Новоскоморохівська сільська рада
| Новоскоморохівська сільська рада — орган місцевого самоврядування у Галицькому районі Івано-Франківської області з адміністративним центром у с. Нові Скоморохи. Історична дата утворення: в 1940 році. Водоймища на території, підпорядкованій даній раді: річка Нараївка. Сільській раді підпорядковані населені пункти: - с. Нові Скоморохи — населення 684 чол.; площа 10,968 кв.км; - с. Підшумлянці — населення 181 чол.; площа 4,663 кв.км; - с. Старі Скоморохи — населення 246 чол.; площа 10,599 кв.км; |

## Склад ради
Рада складається з 16 депутатів та голови.

### Керівний склад ради
| ПІБ                          | Основні відомості                                                             | Дата обрання | Дата звільнення |
| ---------------------------- | ----------------------------------------------------------------------------- | ------------ | --------------- |
| Терпіляк Йосип Петрович      | Сільський голова, 2006 року народження, освіта                                | 26.03.2006   | 31.10.2010      |
| Перепічка Михайло Степанович | Сільський голова, 1975 року народження, освіта середня загальна, безпартійний | 15.12.2013   |                 |

Примітка: таблиця складена за даними джерела